# Теген, Гунхильда
Гунхильда Мария Элисабет Теген, урождённая Нордлинг (швед. Gunhild Maria Elisabet Tegen; 15 августа 1889, Альнён — 24 мая 1970, Стокгольм) — шведская писательница и переводчица.

## Биография и творчество
Гунхильда Нордлинг родилась в 1889 году на острове Альнён. Её родителями были морской капитан Юхан Петер Нордлинг и его жена Мария Эрика Дален. В 1910 году Гунхильда получила специальность школьного учителя, а с 1911 по 1912 год училась в Уппсальском университете. С 1913 по 1914 год она работала в школе для девочек в Сундсвалле. В 1915 году Гунхильда Нордлинг вышла замуж за Эйнара Тегена, который впоследствии станет преподавателем философии. У супругов родилось двое детей.
Начиная с 1920-х годов Гунхильда Теген публиковала в различных журналах свои рассказы и статьи. Кроме того, она работала переводчицей в уппсальском издательстве Линдблад. В 1929 году вышла её первая книга, основанная на автобиографических материалах, — «Eros i Uppsala». В 1930-х годах она также опубликовала автобиографические произведения «En flicka växer upp» и «En fattig studentska». В 1931 году, когда Эйнар Теген получил место преподавателя в Лундском университете, супруги переехали в Лунд.
В 1933 году шведская кинокомпания Svensk Filmindustri объявила конкурс на сценарий фильма. Гунхильда Теген создала сценарий под заглавием «En judisk tragedi», опираясь на поразивший её рассказ Герхарта Зегера, бывшего члена немецкого парламента, бежавшего из концентрационного лагеря. Сценарий был отмечен в числе лучших, однако фильм по нему так и не был снят. Позднее, в военные годы, Гунхильда Теген стала членом Комитета по сбору средств для немецких беженцев — представителей интеллектуальной элиты (Kommittén för insamlingen för landsflyktiga intellektuella), а также активно участвовала в организации помощи беженцам и движении за мир. Кроме того, Эйнар и Гунхильда Теген предприняли длительную поездку в США, о которой Гунхильда впоследствии написала книгу «Jorden runt i krigstid». В послевоенные годы они с мужем продолжили собирать истории беженцев и тех, кому удалось выжить в нацистских лагерях. Эти истории легли затем в основу книги «De dödsdömda vittna» (1945). В числе прочих Гунхильда Теген общалась с немецкой писательницей Нелли Закс, прибывшей в Швецию в мае 1940 года, и в 1953 году написала о ней и о других беженцах в своём романе «Jakobs skuga». В 1940 году Гунхильда Теген посетила Советский Союз, чтобы встретиться с дочерью Софьи Ковалевской.
Помимо литературной деятельности, Теген активно участвовала в общественной и политической жизни страны. Она была председателем Клуба работающих женщин (Yrkeskvinnors klubb), членом Социал-демократической рабочей партии Швеции (до 1943 года), членом Глобальной коалиции за мир (Världssamling för fred), Международного женского союза за мир и свободу и ряда других организаций.
Гунхильда Теген умерла в 1970 году в Стокгольме.